# Resolutie 2428 Veiligheidsraad Verenigde Naties
Resolutie 2428 van de Veiligheidsraad van de Verenigde Naties werd met negen stemmen voor en zes onthoudingen aangenomen op 13 juli 2018, verlengde de sancties tegen Zuid-Soedan met 10,5 maanden en legde bijkomend ook een wapenembargo op.

## Standpunten
De sancties tegen Zuid-Soedan zouden eind mei met een jaar verlengd geweest zijn, maar omdat het politiek proces onder leiding van de IGAD zich toen op een kritiek moment bevond was anderhalve maand respijt gegeven. Oorspronkelijk zouden ook zes namen worden toegevoegd aan de sanctielijst maar Bolivia, China, Ethiopië, Equatoriaal-Guinea, Kazachstan en Rusland vonden dat dat het vredesproces bemoeilijkte aangezien het om personen ging die mee aan de onderhandelingstafel zaten. Daarom hadden zij zich van resolutie 2418 onthouden. Als compromis hadden de Verenigde Staten de namen van drie Zuid-Soedanese ministers die ook aan de sanctielijst zouden worden toegevoegd verwijderd.
Resolutie 2418 had ook aan secretaris-generaal António Guterres gevraagd te zien of er nog ondertekenaars van het staakt-het-vuren van december 2017 betrokken waren bij gevechten en of een politiek akkoord was bereikt. Op 29 juni rapporteerde Guterres dat deze partijen wel degelijk nog steeds betrokken waren bij gevechten en dat die voorbije anderhalve maand grove mensenrechtenschendingen waren gepleegd.
Op 27 juni was de "Verklaring van Khartoem inzake de Overeenkomst tussen de Partijen van het Conflict in Zuid-Soedan" ondertekend door president Salva Kiir en oppositieleider Riek Machar. Dat stelde een wapenstilstand binnen de 72 uren, een nieuw nationaal leger en een oplossing tegen het einde van de gesprekken in Khartoem later die week voorop. Na een overgangsperiode van drie jaar zouden verkiezingen worden gehouden. Volgens de secretaris-generaal was er reden voor optimisme maar bleef de uitkomst onzeker.
De Verenigde Staten hadden de resolutie opgesteld en zeiden dat het wapenembargo tot doel had een einde te maken aan het geweld. Dergelijk embargo was al in 2016 op tafel gelegd maar toen afgewezen. Jaren van onderhandelingen hadden echter geen einde gemaakt aan het vaak barbaarse geweld in Zuid-Soedan en het geduld was op. Een aantal landen vonden dat de sancties het delicate vredesproces op de helling zetten. Er was immers geen samenspraak geweest met de IGAD of de AU. De IGAD stelde dat het gezien de ontwikkelingen in het vredesproces niet het moment was om sancties op te leggen. Daarom hadden dezelfde zes landen zich opnieuw onthouden. Ook Zuid-Soedan zelf was die mening toegedaan en noemde de resolutie een "klap in het gezicht" van de IGAD en de AU.

## Achtergrond
In 2011 was Zuid-Soedan na decennia van conflict om het olierijke gebied onafhankelijk geworden van Soedan. Eind 2013 ontstond echter een politieke crisis tussen president Salva Kiir en voormalig vicepresident Riek Machar, die uitdraaide op etnisch geweld en moordpartijen. Daarbij waren al vier miljoen mensen op de vlucht geslagen, en werd de bevolking van Zuid-Soedan nog dieper in de armoede en een humanitaire crisis geduwd.

## Inhoud
Het conflict tussen de regering van nationale eenheid en oppositiekrachten dat voorkwam uit politieke onenigheid tussen de politieke en militaire leiders in Zuid-Soedan bleef voor doden, mensenrechtenschendingen, etnische zuiveringen, een dreigende hongersnood en armoede zorgen. Zowat vier miljoen mensen waren op de vlucht. Bovendien werden miljoenen aan overheidsgelden gestolen door de politieke elite, wat de staat verder destabiliseerde. Onder leiding van de IGAD bleven de partijen wel bereid om te onderhandelen.
De Veiligheidsraad legde tot 31 mei 2019 een wapenembargo op tegen Zuid-Soedan. Enkel de VN-vredesmachten UNMISS en UNISFA en de AU-taskforce AU-RTF werden hiervan uitgezonderd. Alle landen, en in het bijzonder de buurlanden van Zuid-Soedan, werden gevraagd alle vrachtvervoer naar het land te inspecteren en verboden zaken in beslag te nemen.
De reisbeperkingen en financiële sancties die in 2015 middels resolutie 2206 waren opgelegd tegen zij die geweld pleegden of vrede in de weg stonden werden eveneens tot eind mei 2019 verlengd. De Veiligheidsraad voegde ook twee hooggeplaatste militairen van de SPLA toe aan de sanctielijst. Het expertenpanel dat toezag op deze sancties werd tot 1 juli 2019 verlengd.
Lijst ·  2398 ·  2399 ·  2400 ·  2401 ·  2402 ·  2403 ·  2404 ·  2405 ·  2406 ·  2407 ·  2408 ·  2409 ·  2410 ·  2411 ·  2412 ·  2413 ·  2414 ·  2415 ·  2416 ·  2417 ·  2418 ·  2419 ·  2420 ·  2421 ·  2422 ·  2423 ·  2424 ·  2425 ·  2426 ·  2427 ·  2428 ·  2429 ·  2430 ·  2431 ·  2432 ·  2433 ·  2434 ·  2435 ·  2436 ·  2437 ·  2438 ·  2439 ·  2440 ·  2441 ·  2442 ·  2443 ·  2444 ·  2445 ·  2446 ·  2447 ·  2448 ·  2449 ·  2450 ·  2451